# 最优可用房价
最优可用房价（或称最优房价）是一种价格机制，为越来越多的酒店和酒店集团所使用。该策略最初是酒店业模仿航空业使用预计需求来定价。
在酒店业，对于最优可用房价有多种不同的的理解和执行方式。雪莉·Kimes认为通过最优可用房价，旅客的每次入住可以获得最低的每晚房价而不会感到困扰。一位全球分销系统供应商伽利略认为，最优可用房价是可以提供给一般旅客的不需预付费也不需支付除物业要求以外的更改和取消费用的价格。然而，一些酒店在最优可用房价中对不同预定进行区别定价。

## 平价
酒店及其分销商达成一致通过最优可用房价进行房间销售，则称为平价。平价广泛应用于酒店业，然而近年来其存在价值被人质疑。包括英国、瑞士、法国在内的许多欧洲国家都对平价提出法律诉讼，认为该策略是一种价格垄断或转售价格维持行为。2014年2月，美国德克萨斯州法庭驳回了一则关于平价的集体诉讼。而到2014年9月，进一步上诉推翻了智游网、缤客网及IHG酒店集团的平价策略。该策略曾被英国竞争事务委员会、公平交易办公室批准，但被比价网站天巡网和旅游预定网站Skoosh推翻。